# Campionati italiani di triathlon lungo del 2002
I Campionati italiani di triathlon lungo del 2002 sono stati organizzati dalla Federazione Italiana Triathlon e si sono tenuti a Barcis in Friuli-Venezia Giulia, in data 2 giugno 2002.
Tra gli uomini ha vinto Marco Stradi (Tri. Rari Nantes Marostica), mentre la gara femminile è andata a Daniela Locarno (Silca Ultralite).

## Risultati

### Élite uomini
| Pos. | Atleta               | Società sportiva           | Nuoto    | Bici     | Corsa    | Totale   |
| ---- | -------------------- | -------------------------- | -------- | -------- | -------- | -------- |
|      | Marco Stradi         | Tri. Rari Nantes Marostica | 00:39:36 | 03:05:18 | 02:02:25 | 05:47:19 |
|      | Diego Gazzari        | G.P. Triathlon             | 00:38:27 | 03:08:16 | 02:14:40 | 06:01:23 |
|      | Gianpietro De Faveri | G.P. Triathlon             | 00:36:15 | 03:10:24 | 02:14:45 | 06:01:24 |
| 4    | Federico Girasole    | Pasta Granarolo            | 00:42:11 | 03:15:18 | 02:05:10 | 06:02:39 |
| 5    | Stefano Paoli        | G.P. Triathlon             | 00:39:34 | 03:02:12 | 02:28:12 | 06:09:58 |
| 6    | Franco Manzardo      | Tri. Rari Nantes Marostica | 00:45:42 | 03:17:53 | 02:06:50 | 06:10:25 |
| 7    | Matteo Annovazzi     | Pro Patria Acros           | 00:40:45 | 03:14:47 | 02:15:58 | 06:11:30 |
| 8    | Andrea Merlatti      | Beriv                      | 00:46:57 | 03:15:45 | 02:09:30 | 06:12:12 |
| 9    | Gianfranco Coppa     | Lazio Triathlon            | 00:45:33 | 03:18:38 | 02:08:52 | 06:13:03 |
| 10   | Luca Levorato        | Stra Triathlon             | 00:45:02 | 03:19:33 | 02:11:40 | 06:16:15 |
| 11   | Stefano Bortolami    | Padova Triathlon           | 00:38:52 | 03:23:37 | 02:13:59 | 06:16:28 |
| 12   | Matteo Bruletti      | Pro Patria Acros           | 00:44:29 | 03:25:55 | 02:08:54 | 06:19:18 |
| 13   | Luigi Bacco          | Happidea Triathlon         | 00:48:09 | 03:19:33 | 02:13:42 | 06:21:24 |
| 14   | Mariano De Carli     | CUS Trento CTT             | 00:42:45 | 03:17:58 | 02:21:54 | 06:22:37 |
| 15   | Vittorio Garaventa   | Padova Triathlon           | 00:45:36 | 03:16:45 | 02:21:05 | 06:23:26 |
| 16   | Alessandro Tomaiuolo | Padova Triathlon           | 00:43:18 | 03:21:52 | 02:21:05 | 06:26:15 |
| 17   | Gianpaolo Sensi      | Manerba                    | 00:48:57 | 03:28:58 | 02:09:37 | 06:27:32 |
| 18   | Stefan Fink          | Läufer Club Bozen          | 00:44:58 | 03:22:58 | 02:22:00 | 06:29:56 |
| 19   | Andrea Toscani       | Triteam                    | 00:45:46 | 03:23:01 | 02:23:10 | 06:31:57 |
| 20   | Marco Novelli        | International 3 Sport      | 00:47:36 | 03:27:46 | 02:18:30 | 06:33:52 |

### Élite donne
| Pos. | Atleta               | Società sportiva  | Nuoto    | Bici     | Corsa    | Totale   |
| ---- | -------------------- | ----------------- | -------- | -------- | -------- | -------- |
|      | Daniela Locarno      | Silca Ultralite   | 00:45:07 | 03:17:41 | 02:18:07 | 06:20:55 |
|      | Edith Niederfriniger | Läufer Club Bozen | 00:41:22 | 03:35:41 | 02:15:08 | 06:32:11 |
|      | Manuela Ianesi       | Läufer Club Bozen | 00:39:57 | 03:42:55 | 02:52:37 | 07:15:29 |
| 4    | Cristina Cominardi   | UISP NTD Brescia  | 00:59:22 | 04:00:36 | 02:45:34 | 07:45:32 |
| 5    | Daniela Ianesi       | Läufer Club Bozen | 00:52:11 | 04:26:27 | 03:17:32 | 08:36:10 |